# Henry Carey (Dichter)
Henry Carey (* um 26. August 1687; † 4. Oktober 1743 in London) war ein englischer Dichter und Komponist.

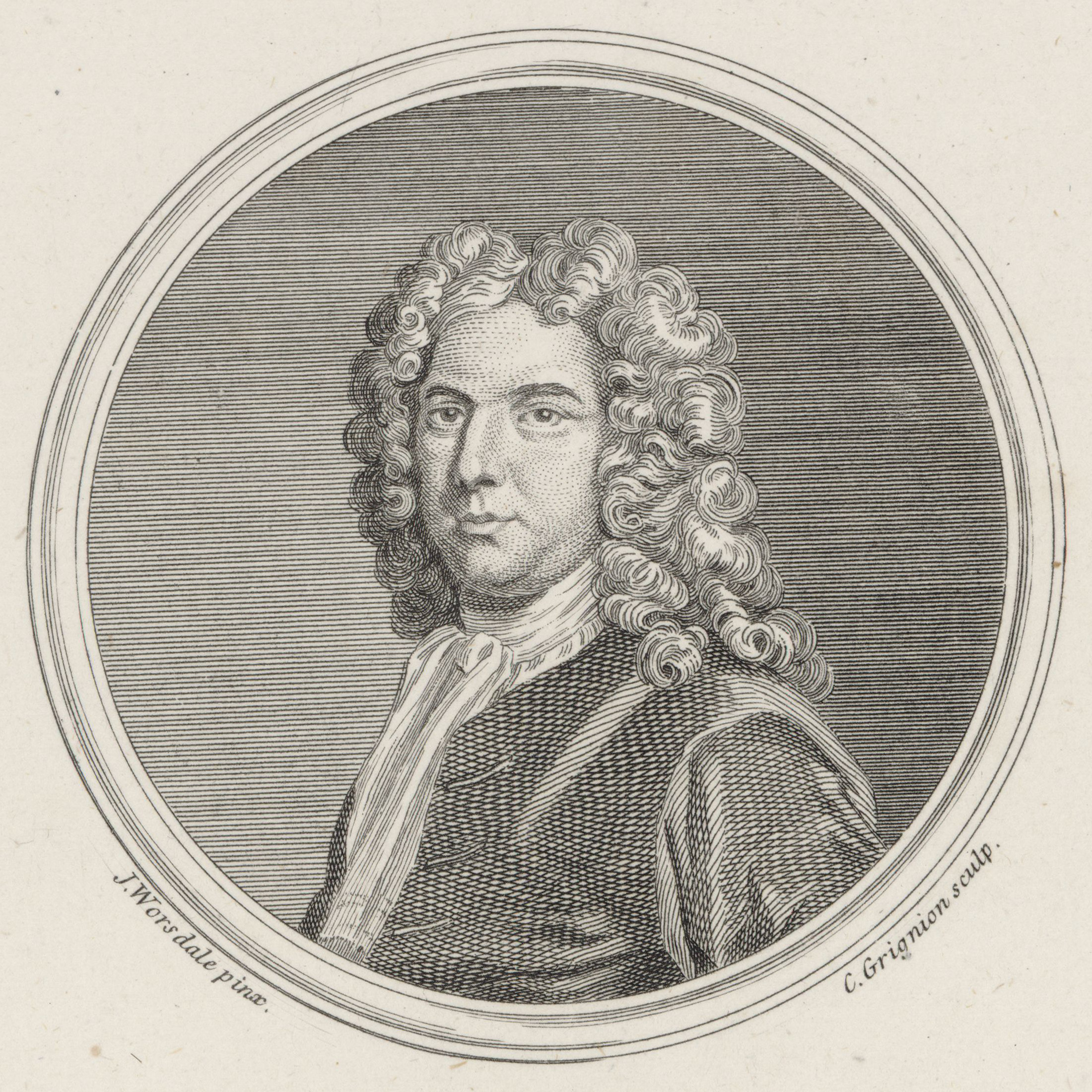
Henry Carey nach einem Porträt von James Worsdale

## Leben
Carey studierte bei Geminiani. Er komponierte musikalische Farcen, schrieb volkstümliche Kantaten und Lieder, darunter das Drama The Honest Yorkshireman (1736), die im englischen Sprachraum bekannte Ballade Sally in Our Alley, eine Melodie, die in Beggar’s Opera einging und 1737 in einer Sammlung seiner Werke gedruckt erschien. Auch Calliope feierte zwei Jahre später mit Kitty Clive einen Erfolg. Bekannt wurden seine Singspiele The Contrivances (1729) und Nancy (1739). Trotz seiner Popularität lebte er aufgrund der Aktivität von Plagiatoren in Armut.
Sein Sohn behauptete später, Carey sei der Autor der späteren britischen Nationalhymne God Save the King gewesen.